# Macroocula atuberculata
Macroocula atuberculata (лат.) — вид мелких ос рода Macroocula из семейства Bradynobaenidae (Apterogyninae). Саудовская Аравия: (Аравийский полуостров).

## Описание
Внешне похожи на ос-немок (Mutillidae). Длина тела около 1 см. Глаза крупные, полусферические; их диаметр в несколько раз больше расстояния между ними и основанием усиков у самцов или равно ему у самок. Основная окраска красновато-коричневая. Вертлуги средней пары ног с выступом (на переднем и заднем выступов нет). Имеют резкий половой диморфизм: самки бескрылые с короткими 12-члениковыми усиками, самцы крылатые с длинными 13-члениковыми усиками. Биология неизвестна. Сходен с видом Macroocula yemenita, но последний вид темнее. Вид был впервые описан в 2016 году энтомологами Ahmed M. Soliman (Department of Zoology, Faculty of Science, Al-Azhar University, Nasr City, Каир; Египет), Neveen S. Gadallah (Department of Entomology, Faculty of Science, Cairo University, Гиза, Египет), Hathal Mohammed Al Dhafer (King Saud University Museum of Arthropods, Department of Plant Protection, College of Food and Agriculture Sciences,
King Saud University, Эль-Рияд; Саудовская Аравия).